# 32 Cygni
Désignations
32 Cygni (32 Cyg), également désignée Omicron2 Cygni (ο2 Cyg), est une étoile binaire de la constellation du Cygne. C'est une étoile de 4e magnitude, qui est visible à l'œil nu sous un ciel suffisamment noir. Les mesures de parallaxe donnent une distance estimée de 1100 années-lumière (320 parsecs) de la Terre. Cependant, Schröder et al. (2007) suggèrent que la valeur réelle, après correction du biais de Malmquist, serait plus proche de 1174 années-lumière (360 parsecs).
La composante primaire du système, 32 Cygni A, a un type spectral K4–5 Ib, indiquant que c'est une étoile supergéante de faible luminosité. Sa température effective de 3840 K correspond aux étoiles de type K, lui donnant une couleur orange. Cette étoile possède plus de quatre fois la masse du Soleil et son enveloppe externe s'est dilatée jusqu'à environ 184 fois le rayon du Soleil. Elle émet 6600 fois la luminosité du Soleil.
La compagne, 32 Cygni B, est plus petite que la primaire, ayant quatre fois la masse du Soleil et trois fois son rayon. Elle a une température effective beaucoup plus élevée de 16200 K et émet plus de 300 fois la luminosité du Soleil. Cette étoile a la couleur blanc-bleu d'une étoile de type B, avec un type spectral B6–7 IV–V. La classe de luminosité 'IV–V' correspond à une étoile qui a presque épuisé l'hydrogène de son cœur et a commencé à évoluer en dehors de la séquence principale pour devenir une étoile sous-géante.
Les deux étoiles forment une binaire à éclipses similaire à Algol. Le plan orbital des deux étoiles est presque aligné avec la ligne de vue depuis la Terre, ce qui fait que l'étoile géante éclipse la composante secondaire à chaque révolution. Lors d'une éclipse, des raies d'émission sont visibles dans le spectre du système. Elles proviennent du vent stellaire qui s'échappe de l'étoile géante. Dans une zone autour de l'étoile de type B, ce vent devient ionisé, créant une région HII circumstellaire. L'étoile géante perd de la masse au rythme de 1,3 × 10–8 fois la masse du Soleil par an, ou l'équivalent de la masse du Soleil tous les 77 millions d'années.